# Lökbatan
Lökbatan est une municipalité du raïon de Qaradağ (en), dans le district de Balou (Azerbaïdjan).

## Démographie
En 2019, sa population atteignait 35 523 habitants.

## Géologie
Lökbatan est connu pour son volcan de boue, l'un des plus actifs au monde. Documenté pour la première fois le 6 janvier 1829, il a depuis connu un total de 28 éruptions. La dernière éruption, plus faible que celles des années précédentes, date du 17 septembre 2024. La boue provenait d'une profondeur d'environ 3 km et a été émise par deux bouches éruptives. La structure du volcan est de type bouclier. Son cratère a une forme elliptique, avec un diamètre de 25 m. Les produits solides de l'éruption couvrent une superficie de 424 ha, atteignant une distance de 700 m vers l'ouest.